# Henk Rogers
Henk Rogers (Amsterdam, 24 dicembre 1953) è un imprenditore e autore di videogiochi olandese, noto come cofondatore della Tetris Company, detentrice dei diritti del videogioco Tetris, insieme ad Aleksej Pažitnov.

## Biografia
Henk Rogers si è diplomato nel 1972 alla Stuyvesant High School, a Manhattan. In seguito si trasferì alle Hawaii, dove intraprese gli studi in Informatica presso l'Università delle Hawaii a Manoa.
Durante il periodo universitario conobbe Akemi, che in seguito sarebbe diventata sua moglie. Dopo averla seguita in Giappone, suo paese d'origine, e avervi soggiornato per tre lunghi periodi, i due si sposarono nel 1977 e si stabilirono definitivamente nella residenza di famiglia del suocero. In quel periodo, Rogers era coinvolto nell’attività di famiglia. La coppia ha avuto quattro figli.
Nel 1984 ha pubblicato uno dei primi videogiochi RPG, The Black Onyx.

## Carriera
Negli anni ottanta, Henk Rogers fondò e divenne amministratore delegato della Bullet-Proof Software. In quel periodo sviluppò un forte interesse per Tetris, un videogioco ideato da Alexey Pajitnov che stava guadagnando popolarità in Europa. Intuendone il potenziale commerciale su scala globale, Rogers si attivò per acquisirne i diritti. Dopo aver stipulato un accordo con Nintendo per l'inclusione del gioco nella nuova console portatile Game Boy, si recò nell'Unione Sovietica per negoziare direttamente con Elektronorgtechnica (ELORG). Riuscì a convincere i dirigenti dell'azienda sul potenziale del gioco, ottenendo i diritti internazionali per le piattaforme domestiche.
Grazie a questo accordo, Tetris fu distribuito a livello globale e ottenne un successo straordinario, dovuto in particolare al lancio sulla console Game Boy. Il trionfo del gioco portò alla fondazione di The Tetris Company, co-fondata da Rogers e Pajitnov.
Oltre all'ambito videoludico, Rogers ha fondato o co-fondato numerose organizzazioni e imprese orientate alla sostenibilità e all'innovazione. Nel 2007 ha creato la Blue Planet Foundation, un'organizzazione senza scopo di lucro con sede nelle Hawaii, dedicata alla promozione dell'energia pulita. La fondazione è stata determinante nella campagna che ha portato alla promulgazione della legge che ha reso le Hawaii il primo stato degli Stati Uniti d'America ad adottare un obiettivo del 100% di energia rinnovabile.
In seguito ha avviato Blue Startups, un acceleratore di startup con sede a Honolulu, fondato insieme alla figlia Maya Rogers e alla investitrice locale Chenoa Farnsworth, con lo scopo di sostenere nuove imprese tecnologiche orientate al mercato del Pacifico.
Nel 2015 ha fondato Blue Planet Energy, un'azienda specializzata in sistemi di accumulo di energia, in particolare batterie al litio-ferro-fosfato (LFP), ritenute da Rogers più sicure e sostenibili rispetto alle tecnologie tradizionali.
Rogers è anche presidente del Pacific International Space Center for Exploration Systems (PISCES) e fondatore dell’International MoonBase Alliance, che ha sviluppato il progetto HI-SEAS (Hawaii Space Exploration Analog and Simulation), un habitat simulato per missioni su Marte e sulla Luna, situato sul Mauna Loa. Le attività di PISCES si concentrano sullo sviluppo dell’industria aerospaziale nelle Hawaii attraverso ricerca applicata, formazione e iniziative di crescita economica.

## Nei media
Nel film Tetris (2023) Rogers viene interpretato da Taron Egerton.